# Vanja Tumpić
Vanja Tumpić (Zagreb, 29. veljače 1972.), hrvatska likovna umjetnica. Živi i radi u Zagrebu i Rovinju.

## Životopis
Rođena u Zagrebu. U Puli je završila školu primijenjenih umjetnosti i dizajna. U Zagrebu je diplomirala je na Akademiji likovnih umjetnosti u klasi profesora Eugena Kokota. Danas je samostalna umjetnica pri Hrvatskoj zajednici samostalnih umjetnika.
Članica je HDLU-a, HDLU-a Istre i Likovne kolonije Rovinj.
Izlagala je na samostalnim izložbama u Hrvatskoj te na skupnim izložbama u Hrvatskoj i Sloveniji.
Najprepoznatljivije teme koje slika su vedute i pejzaži. Motivi su kojima se ona uvijek i iznova rado vraća. Slika vlastite osjećaje. Kad slika istarske motive, pronalazi mediteranski ugođaj, ozračje gdje upija sve njegove kolorističke i oblikovne čari. U slikarstvu Vanje Tumpić uzajamno se prožimaju "kamene kućice i uličice nerijetko nepravilnih oblika, plavetnilo neba, zelenilo mjestimičnih krošanja i žarko žutilo sunca".

## Vanjske poveznice
- Vanja Tumpić - službene stranice  Arhivirana inačica izvorne stranice od 4. ožujka 2016. (Wayback Machine) Galerija
- Zavičajni muzej Grada Rovinja  Arhivirana inačica izvorne stranice od 10. ožujka 2016. (Wayback Machine) Samostalna izložba Vanje Tumpić